# Associazione Calcio Juvenes/Dogana
L'Associazione Calcio Juvenes/Dogana és un club de futbol sanmarinès de la ciutat de Serravalle.
El club es va fundar l'any 2000 com a resultat de la fusió de dos clubs, el S.S. Juvenes (fundat el 1953) i el G.S. Dogana (fundat el 1970).Fins la temporada 2006-07 fou l'únic club que participà en ambdues lligues, la lliga de San Marino i la italiana, fins que es retirà d'aquesta segona.

## Palmarès
- Coppa Titano de San Marino:[4]

1965, 1968, 1976, 1978, 1984 (com a SS Juvenes)
1977, 1979 (com a GS Dogana)
2009, 2011 (com a AC Juvenes/Dogana)